# 尼尔·沃诺克
尼爾·禾諾克（1948年12月1日—）是一名英格蘭前足球運動員，場上司職翼鋒，退役後展開領隊生涯。

## 生平
禾諾克在谢菲尔德出生，是家鄉球隊錫菲聯的終生支持者，亦是其領隊生涯中任期最長的球隊，執教長達8年，於2003年帶領球隊晉級聯賽盃及足總盃的準決賽。
禾諾克曾分別帶領7支球隊取得升班資格，包括領導錫菲聯和昆士柏流浪升班英超，被辭退後執教英冠球會列斯聯，但在2013年4月1日以1-2不敵打比郡而辭職。2014年8月27日，禾諾克重返水晶宮接掌帥印，簽約兩年。2014年12月27日，第二度帶領水晶宫的禾諾克於1-3負於修咸頓並落入降班區後，成為2014/15年季首名被辭退的英超主帥。

## 私人生活
禾諾克娶莎朗（Sharon）為妻，兩人育有4名子女，分別是娜塔莉（Natalie）、詹姆士（James）、愛美（Amy）和威廉（William）。於2010年，他居於倫敦列治文（Richmond, London），並在康沃爾郡另有居所。
他有兩本著作，分別是與里克·考德里（Rick Cowdery）合著，在1996年出版的《尼爾·禾諾克的溫布萊之路：領隊的內幕故事》（Neil Warnock's Wembley Way: The Manager's Inside Story），敍述同年普利茅夫在丙組附加賽決賽的勝仗；另一本是於2007年出版名為《謝菲爾德製造：尼爾·禾諾克－我的故事》（Made in Sheffield: Neil Warnock – My Story）的自傳。
禾諾克亦是一名英國工黨的支持者。

## 榮譽

### 升班
- 1986/87年：議會聯賽冠軍（升班丁組） – 史卡保罗夫；
- 1989/90年：丙組附加賽冠軍（升班乙組） – 諾士郡；
- 1990/91年：乙組附加賽冠軍（升班甲組） – 諾士郡；
- 1994/95年：乙組附加賽冠軍（升班甲組） – 哈德斯菲爾德；
- 1995/96年：丙組附加賽冠軍（升班乙組） – 普利茅夫；
- 2005/06年：英冠亞軍（升班英超） – 錫菲聯；
- 2010/11年：英冠冠軍（升班英超） – 昆士柏流浪；

### 每月最佳領隊
- 2002/03年：英甲1月 – 錫菲聯；
- 2003/04年：英甲11月 – 錫菲聯；
- 2004/05年：英甲12月 – 錫菲聯；
- 2007/08年：英冠12月 – 水晶宮；
- 2010/11年：英冠8月 – 昆士柏流浪；
- 2010/11年：英冠9月 – 昆士柏流浪；

### 盃賽
- 1982/83年：英格蘭北部超級聯賽挑戰盃冠軍 – 保頓艾爾賓；
- 1993/94年：英格蘭聯賽錦標亞軍 – 哈德斯菲爾德；
- 1994/95年：約克郡電力盃冠軍 – 哈德斯菲爾德

### 其他
- 1971/72年球季哈特普爾年度最佳球員；
- 2011年倫敦BBC年度體育風雲人物[7]；

## 外部連結
- 足球数据库：尼爾·禾諾克的球员统计数据
- 足球資料庫：尼爾·禾諾克的領隊統計數據